# Ets el meu heroi
Ets el meu heroi (original: Eres mi héroe) és una pel·lícula espanyola dirigida per Antonio Cuadri. Ha estat doblada al català.

## Argument
Ramón (Manuel Lozano) és un xaval de tretze anys que viu en la Sevilla de 1976. És una edat difícil perquè comencen els canvis físics i de forma de pensar... No és un adult, però tampoc no és un nen, es troba en l'etapa de l'adolescència…
Paral·lelament Espanya està vivint grans canvis, mor Franco i comença la transició a la democràcia.

## Repartiment
- Manuel Lozano: Ramón
- Toni Cantó: Mateo
- Félix López: David
- Antonio Dechent: Nube de Agua
- Carmen Navarro: 	Paloma
- Maru Valdivielso: Ana
- Juan Fernández: Don Félix
- Mauro Rivera: Don Matías
- Mario Zorrilla: Arturo
- Alfonso Mena: Rafa
- Pablo Acosta: Ortega
- Santiago de los Reyes: El Rata
- Geraldine Larrosa: 	Brigitte
- Juan Zarco: 	Manifestant
- Martxelo Rubio: David adulto

## Rodatge
La pel·lícula es va rodar a Sevilla durant set setmanes.

## Premis
- Al millor director en el Festival de cine de Peníscola.